# Clara Martín
Clara María Martín García conocida como Clara Martín (Segovia, 2 de marzo de 1982) es una arqueóloga, historiadora y política española, fue alcaldesa de Segovia desde el 4 de junio de 2022, tras la dimisión de Clara Luquero alegando motivos personales hasta junio de 2023 tras las elecciones municipales de mayo de ese mismo año cuando José Mazarías obtuvo el cargo.
Ocupó desde junio de 2019 las concejalías de urbanismo y patrimonio histórico, renunciando a la primera al ocupar la alcaldía.

## Biografía
Nació en Segovia el 2 de marzo de 1982, hija del veterano periodista Aurelio Martín González, quién fue corresponsal de El País y la Agencia EFE, vicepresidente primero de la Federación de Asociaciones de Periodistas de España además de director del Grupo Promecal en Segovia, editando el periódico El Día de Segovia y la programación de la televisión local y regional hasta su muerte, un día antes de que Clara Martín dejara de ser alcaldesa.
Licenciada en Historia del Arte con el Graduado Superior en Ciencias del Patrimonio Cultural por la IE Universidad. Colaboró en 2005 como historiadora del arte para la Fundación Santa María la Real catalogando el románico segoviano para el proyecto Enciclopedia del Románico, trabajó en 2006 como arqueóloga para la Asociación Amigos Museo de Tiermes. Después ejerció de 2006 a 2008 como profesora en la Universidad Internacional SEK de la asignatura Introducción a la Intervención en el Patrimonio Cultural, parte de la licenciatura de Historia del Arte.
En 2006 cofundó la sociedad limitada Arex Servicios de Arqueología y Patrimonio siendo partícipe activamente hasta 2014, aunque sigue figurando como miembro. La empresa está dedicada a la a proyectos sobre patrimonio cultural enfocado al planeamiento urbanístico, la arqueología preventiva y proyectos de investigación. Partícipe esta de la excavación arqueológica de los yacimientos de la Edad del Bronce de Las Zumaqueras en La Lastrilla y bajo la iglesia de San Millán así como la excavación del Monasterio Cisterciense de Santa María de la Sierra en Collado Hermoso.
En este periodo, desde 2007 ejerció también como autónoma asesorando en Segovia, otras partes de Castilla y León además de en Cáceres a diferentes administraciones públicas, empresas privadas y particulares, participando en la redacción de numerosos planeamientos urbanísticos, entre ellos el Plan de Áreas Históricas de Segovia y el Documento de Adaptación del Levantamiento de Suspensión de aprobación parcial del PGOU. En 2014 actuaba también como guía turística.

## Trayectoria política
En las elecciones municipales de 2019 era séptima en la lista del PSOE de Clara Luquero quién logró revalidar su cargo contando con mayoría absoluta, gracias al apoyo de Izquierda Unida, Unidas Podemos y Equo.
Ocupó desde el inicio de la legislatura las concejalías de urbanismo y patrimonio histórico. El 6 de mayo de 2022 la alcaldesa Clara Luquero dimitió por motivos personales y fue sucedida por Clara Martín, quien cedió la concejalía de urbanismo a Jesús García Zamora pero mantuvo la de patrimonio histórico, al ocupar la alcaldía de la capital segoviana, la regidora también se situó al mando de la homónima Comunidad de Ciudad y Tierra y el Patronato del Alcázar de Segovia.
Tras presentarse a revalidar su cargo de alcaldesa de Segovia en las elecciones municipales de 2023 por el PSCyL-PSOE, su partido bajó de 10 a 7 escaños y la coalición con IU y Podemos con la que gobernaba quedó lejos de la mayoría absoluta.
Finalmente el candidato del Partido Popular, José Mazarías, que con 12 de 25 concejales (a uno de la mayoría absoluta) fue proclamado alcalde con el voto en blanco de Noemí Otero de Ciudadanos, pasando Clara Martín a la ser la jefa de la oposición.

### Críticas a su gestión

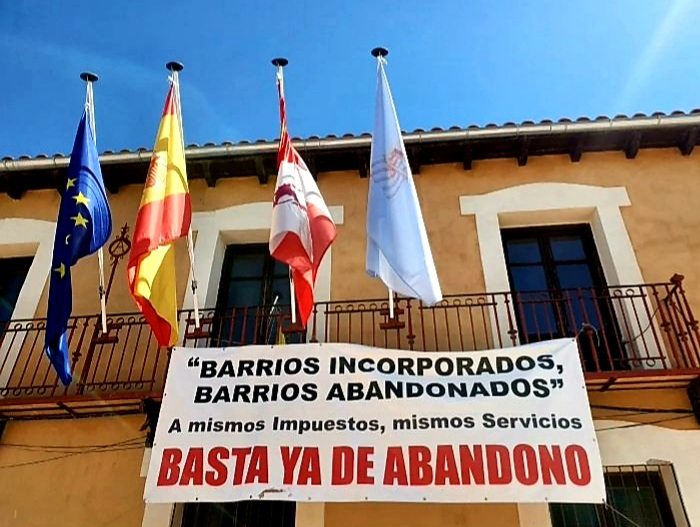
Cartel colocado en Madrona colocado por la asociación de vecinos de la localidad y causante de la evasiva de la alcaldesa a dar al pregón de las fiestas patronales locales en agosto de 2022

Durante su mandato fue criticada por la oposición, siendo su líder en el ayuntamiento Pablo Pérez Coronado y durante las elecciones de 2023 por José Mazarías, debido a la lentitud en los proyectos de urbanismo especialmente con el proyectado polígono industrial de Parado de Hoyo junto a la AP-61 entre Revenga y Hontoria o la construcción de un nuevo vial de acceso a la estación de AVE. También por la pérdida de varias subvenciones provenientes de Fondos Europeos NextGeneration para la recuperación de Arroyo Tejadilla, así como por el diseño de los carriles bici del municipio calificados de peligrosos y con señalización confusa.
En agosto de 2022 momentos antes de estar previsto el pregón festivo de la localidad de Madrona, anexionada a Segovia en 1971, la alcaldesa y sus concejales abandonaron el lugar tras discutir con los vecinos debido a la presencia de un cartel colocado por la asociación de vecinos del núcleo poblacional que denunciaba el abandono por parte del consistorio respecto a otras zonas de la ciudad y solicitaba mismos servicios a mismos impuestos. Está actuación por parte del equipo de gobierno suscitó muchas críticas. Tiempo después accedió a reunirse con la asociación vecinal y trasladar algunas de sus demandas a la Junta de Castilla y León.
El corte la Avenida Padre Claret con el fin de volver a arreglar el adoquinado fue también foco de críticas, por ser el arreglo número 15 en 13 años, contando además con numerosos sobrecostes.
En marzo de 2023 se autorizó por parte del ayuntamiento la demolición del edificio histórico de Villa Estrella, la actuación suscitó gran polémica, la Real Academia de San Quirce se opuso y la Consejería de Cultura y Turismo de la Junta de Castilla y León admitió a trámite declarar el conjunto como Bien de Interés Cultural tras la solicitud de un particular, el derribo que se consumó un mes después sin esperar a la resolución de la Consejería, fue altamente criticado.